# Cayo Moho
El Cayo Moho (en inglés: Moho Caye) es una isla en la costa del país centroamericano de Belice. Es una de las 450 islas de la barrera de coral de Belice. Administrativamente, hace parte del Distrito de Belice.
Moho Caye se encuentra a unos 500 metros de la ciudad de Belice, en el extremo oriental de la bahía de Buttonwood (Buttonwood Bay), al norte del sector de University Heights. La isla es más o menos de forma rectangular.
Al este de Placencia otra isla se llama "Moho Caye". Cerca de Punta Gorda hay un complejo llamado "Moho Caye Lodge", que no tiene nada que ver con la isla.
Anteriormente, la isla sirvió como una estación de cuarentena para las víctimas de la viruela y otras enfermedades infecciosas. El cementerio es una reminiscencia de aquella época. Moho Caye es ahora de propiedad privada y cuenta con algunas casas particulares.